# Єлизавета Ангальт-Дессауська
Єлизавета Ангальт-Дессауська (нім. Elisabeth von Anhalt-Dessau), повне ім'я Єлизавета Марія Фредеріка Амалія Агнеса Ангальт-Дессауська (нім. Elisabeth Marie Friederike Amalie Agnes von Anhalt-Dessau), 7 вересня 1857 — 20 липня 1933) — остання велика герцогиня-консорт Великого герцогства Мекленбург-Штреліцьке у 1904—1914 роках, уроджена принцеса Ангальт-Дессау, дружина великого герцога Мекленбург-Штреліцького Адольфа Фрідріха V, мати останнього великого герцога Мекленбург-Штреліцького Адольфа Фрідріха VI.

## Біографія

### Дитинство та юність
Єлизавета народилась 7 вересня 1857 року у палаці Верліц. Вона була третьою дитиною та старшою донькою в родині спадкоємного принца Ангальт-Дессау-Кьотена Фрідріха та його дружини Антуанетти Саксен-Альтенбурзької. Мала старших братів Леопольда та Фрідріха. Країною в цей час правив їхній дід Леопольд IV. Охрестили новонароджену 1 жовтня 1857 року за лютеранським звичаєм. Хрещеними батьками стали її рідний дід Леопольд, двоюрідний дід Вільгельм, тітка Агнеса, королева Пруссії Єлизавета Людовіка та королева Баварії Марія. В колі родини дівчинку кликали Еллі.
Мешкало сімейство у Палаці спадкоємного принца в Дессау. Літні місяці проводили у палаці Верліц. Освітою дітей займався наставник Вільгельм Гофеус, на додачу, гувернанткою Єлизавети була Матильда фон Зешау.
Із приєднанням у 1863 року до герцогства земель Ангальт-Бернбургу, країна була реформована та отримала назву герцогство Ангальтське. У 1871 році її правителем став батько Єлизавети. До цього часу в неї з'явилися ще два молодші брати та сестра. У 1874 році сімейство переїхало до міського палацу Дессау.
На початку 1976 року Єлизавета познайомилася зі спадкоємним принцом Мекленбург-Штреліца Адольфом Фрідріхом, який подорожував Німеччиною, прямуючи до Італії. У тому ж році, навідуючи в Дессау свою двоюрідну тітку Марію Луїзу та її доньку Хільду, принц знову зустрівся з Єлизаветою. 29 грудня 1876 року він зробив їй пропозицію. Для родини нареченого це стало сюрпризом, однак вибір Адольфа Фрідріха вони схвалили.

### Шлюбне життя
У віці 19 років Єлизавета взяла шлюб із 28-річним спадкоємним принцом Мекленбург-Штреліца Адольфом Фрідріхом. Наречений був єдиною дитиною правлячого герцога Фрідріха Вільгельма II. Весілля відбулося 17 квітня 1877 року в Дессау. Медовий місяць пара провела на Женевському озері у Швейцарії. 7 липня молодята прибули до Мекленбург-Штреліца. Оселилися у Палаці Кароліни (нім. Carolinenpalais) в Нойштреліці. Невдовзі Єлизавета завагітніла і наступного року народила доньку. Всього у подружжя було четверо дітей. Із свекором та свекрухою принцеса мала близькі відносини, поділяючи з ними любов до музики та мистецтва й влаштовуючи домашні концерти. Навідувала родину в Дессау та інших родичів. Літньою резиденцією сімейства став мисливський будинок Пріллвіц на березі озера Ліпс. У 1899—1900 роках для них був також збудований мисливський будинок Вальдзеє. У Пріллвіці Єлизавета підтримувала тісні контакти з тамтешньою общиною та подарувала орган для місцевої церкви.
У березні 1904 року її чоловік став великим герцогом Мекленбург-Штреліца, а сама вона — великою герцогинею-консортом. Родина переїхала до замку Нойштреліца. Окрім представницьких обов'язків, Єлизавета займалася благодійністю. Особливо цікавилася питаннями освіти та медицини. Відвідувала офіційні заходи за кордоном. Її свекруха зазначала, що Єлизаветі дуже подобається бути великою герцогинею і супутня цьому розкіш: замок, сукні з Парижу та діаманти. В приватному житті полюбляла природу та квіти. Була почесним членом Асоціації по захисту птахів, а також почесним членом Імператорського автомобільного клубу.
У 1908 році її молодший син загинув на дуелі. За два роки, в пам'ять про нього, велика герцогиня відкрила Меморіальний дім герцога Карла Борвіна у Нойштреліці для сиріт та дітей, що потребують допомоги.
У червні 1914 року пішов з життя Адольф Фрідріх V.

### Подальше життя

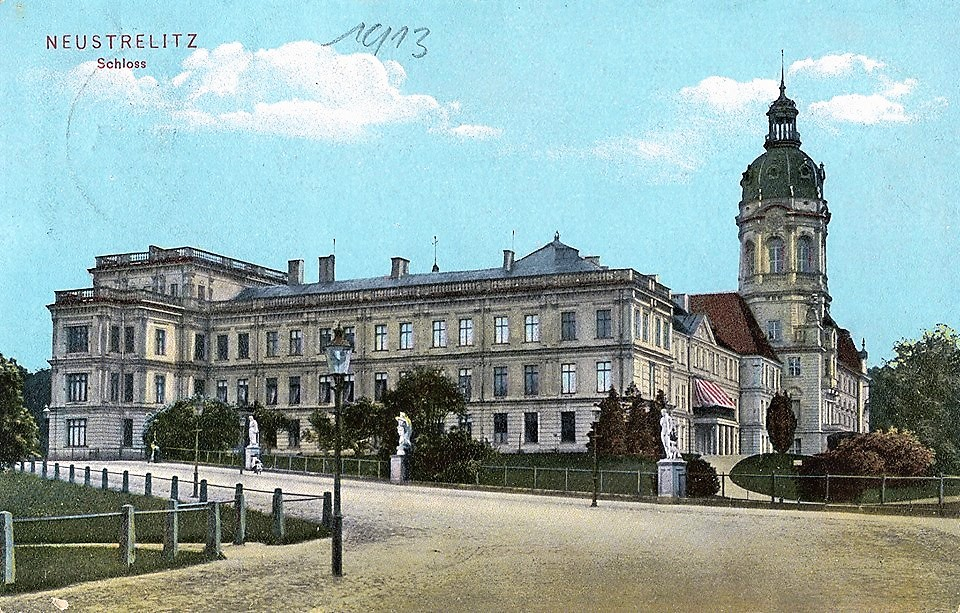
Замок Нойштреліца на поштівці

Правителем Мекленбург-Штреліца став її старший син Адольф Фрідріх VI. Оскільки він не був одруженим, Єлизавета продовжила виконувати обов'язки першої леді країни. Під час Першої світової війни активно співпрацювала з Червоним хрестом.
У лютому 1918 року Адольф Фрідріх був знайдений мертвим, вважалося, що він покінчив життя самогубством після тривалої депресії. Його найближчим родичем чоловічої лінії був Карл Майкл Мекленбург-Штреліцький, який зрікся прав на трон та прийняв підданство Російської імперії. Оскільки місцезнаходження принца було невідоме, тимчасово регентом країни став правитель Мекленбург-Шверіна Фрідріх Франц IV. Карлу Майклу у травні 1918 року він направив листа з проханням прояснити його позицію. Той відповів у липні категоричною відмовою прийняти трон, однак листа  Фрідріх Франц отримав вже у грудні місяці, через що документ не мав юридичної сили, бо від листопада монархія була скасована. Втім, не маючи більше спадкоємців, Карл Майкл у 1928 році всиновив свого небожа Георга, нащадки якого наразі очолюють герцогський дім.
Єлизавета після смерті старшого сина успадкувала мисливський будинок Пріллвіц. Вона залишилася у Нойштреліці, однак переїхала у Парковий будинок. Головний палац Нойштреліца було націоналізовано. Великій герцогині виплатили певну компенсацію, однак через стрімке знецінення грошей, вона вимагала подальшого відшкодування. Решту життя провела в Нойштреліці. Займалася читанням та садоводством, періодично навідувала доньок та онуків. Політичної ваги не мала, однак до останніх днів продовжувала відігравати роль у суспільному житті. У день перед смертю була присутньою у палаці Гогенцирц на заході, присвяченому королеві Луїзі.
Пішла з життя 20 липня 1933 року в Нойштреліці, за кілька місяців після приходу до влади Адольфа Гітлера. Похована поруч із чоловіком та синами у новій крипті церкви Іоанітів у Мірові.

## Родина

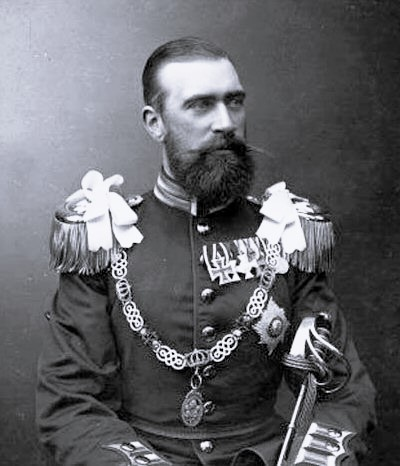
Адольф Фрідріх V

Чоловік —  Адольф Фрідріх V Мекленбурзький
Діти:
- Вікторія Марія (1878—1948) — була двічі одружена, мала четверо дітей від обох шлюбів;
- Ютта (1880—1946) — дружина принца Чорногорії Данила Негоша, дітей не мала;
- Адольф Фрідріх (1882—1918) — останній великий герцог Мекленбург-Штреліца у 1914—1918 роках, одруженим не був, дітей не мав;
- Карл Борвін (1888—1908) — лейтенант прусської армії, одруженим не був, дітей не мав.

## Нагороди
- Великий хрест ордену Святої Катерини (Російська імперія) (22 вересня 1892).
- Орден Луїзи (Прусське королівство);
- Орден Терези (Баварське королівство).